# Khargupur
Khargupur là một thị xã và là một nagar panchayat của quận Gonda thuộc bang Uttar Pradesh, Ấn Độ.

## Địa lý
Khargupur có vị trí 27°23′B 81°59′Đ / 27,38°B 81,98°Đ Nó có độ cao trung bình là 110 mét (360 feet).

## Nhân khẩu
Theo điều tra dân số năm 2001 của Ấn Độ, Khargupur có dân số 8905 người. Phái nam chiếm 53% tổng số dân và phái nữ chiếm 47%. Khargupur có tỷ lệ 48% biết đọc biết viết, thấp hơn tỷ lệ trung bình toàn quốc là 59,5%: tỷ lệ cho phái nam là 57%, và tỷ lệ cho phái nữ là 37%. Tại Khargupur, 16% dân số nhỏ hơn 6 tuổi.